# Eucoelium setoensis
Eucoelium setoensis is een zakpijpensoort uit de familie van de Polycitoridae. De wetenschappelijke naam van de soort is, als Polycitorella setoensis, voor het eerst geldig gepubliceerd in 1980 door Nishikawa.